# Frank Zander
Pour les articles homonymes, voir Zander.
Frank Kurt Zander (après avoir changé officiellement son nom de naissance, Frank Adolf Zander le 4 février 1942 à Berlin) est un chanteur allemand  de schlager et pop, présentateur et acteur, connu pour son humour noir et sa voix rocailleuse.

## Biographie
Après une formation de dessinateur, il commence sa carrière comme chanteur et guitariste dans un groupe "Gloomy-Moon-Singers" (plus tard les "Gloomys"). Il entame une carrière au milieu des années 1970 et connaît tout de suite avec des chansons comme Der Ur-Ur-Enkel von Frankenstein (numéro 1 en Autriche en 1975, adaptation en français : L'arrière petit-fils de Frankenstein), Ich trink auf dein Wohl, Marie (1974) ou Oh, Susi (der zensierte Song) (1976). En 1977, il est récompensé d'un Bravo Otto par les lecteurs du magazine Bravo (de). Il est apprécié pour sa voix rauque due à une angine non soignée au début des années 1970.
En 1978, il prend le pseudonyme de "Fred Sonnenschein und seine Freunde" pour d'autres chansons comme Der kleine Finkenhahn. Ses amis sont les hamsters Fritz, Rudi, Walter et Max. À la télévision, il apparaît avec deux d'entre eux. Comme les Schtroumpfs, qui ont aussi du succès à l'époque, ils ont des voix traitées par électronique dont celle de Hugo Egon Balder (de). Il reçoit un premier disque d'or pour Ja, wenn wir alle Englein wären qui est numéro 1 en 1981 pendant quatre semaines. Cette chanson est une parodie de l'adaptation allemande de La Danse des canards. Zander fait ensuite deux reprises de hits du moments, Da, da, da, ich weiß Bescheid, du weißt Bescheid (chanson originale du groupe Trio, 1982) et Jeanny de Falco.
Comme animateur de télévision, il présente avec Helga Feddersen l'émission musicale Plattenküche (de) puis plusieurs émissions de variété sur ARD et ZDF.
Zander interprète le générique allemand des Tortues Ninja. Il est la voix allemande d'Astérix dans Astérix et la Surprise de César et dans d'autres dessins animés comme La Dernière Licorne.
En 1993, il compose et chante Nur Nach Hause (geh'n wir nicht), un hymne pour le club de football Hertha BSC Berlin. Il chante ensuite des chansons d'anniversaire personnalisées. Son CD Rabenschwarz (2004) comprend Das Ende des Deutschen Schlagers, qui est une reprise de 17 Jahr, blondes Haar d'Udo Jürgens sur un fond du style de Rammstein. Dans la suite en 2005, Rabenschwarz Teil 2, il fait un duo avec Nina Hagen et des reprises de ses succès. Par ailleurs, il enregistre un titre, Meene Stadt, avec Prinz Pi. En avril 2007, il sort Hier kommt Knut, profitant de l'engouement pour l'ourson Knut. Fin 2008, il collabore de nouveau avec Prinz Pi.
Depuis 1995, il organise un dîner pour les sans-abris de Berlin qui est largement sponsorisé, œuvre sociale pour laquelle il reçoit l'Ordre du Mérite de la République fédérale d'Allemagne en 2002 et celui de la ville de Berlin (de) en 2012. Il est marié et vit entre Berlin et Ibiza.

## Discographie

### Singles
- 1974: Der Ur-Ur-Enkel von Frankenstein
- 1975: Ich trink’ auf dein Wohl, Marie
- 1975: Nick-Nack-Man
- 1976: Disco-Polka
- 1976: Oh, Susi (Der zensierte Song)
- 1977: Splish-Splash-Badewannen-Party
- 1978: Die Frau von gegenüber
- 1978: Disco Planet (Wir beamen)
- 1979: Captain Starlight
- 1981: Ja, wenn wir alle Englein wären
- 1982: Da da da ich weiß Bescheid, du weißt Bescheid
- 1986: Jeannie (Die reine Wahrheit)
- 1988: Marlene
- 1990: Hier kommt Kurt
- 2007: Hier kommt Knut

### Albums studios
- 1975: Wahnsinn
- 1977: Zander’s Zorn
- 1978: Frank’s beknackte Ideen
- 1979: Donnerwetter
- 1981: Ja, wenn wir alle Englein wären
- 1982: Die fröhliche Hamster-Parade
- 1982: Frankie’s Zanda Da Da
- 1987: Stromstöße
- 1992: Einfach Zanders
- 1995: Garantiert Gänsehaut
- 2000: Weihnachten mit Fred Sonnenschein und seinen Freunden
- 2010: Kinder Schlager Party

## Source, notes et références
1. ↑  Explication sur Facebook, né le 26 octobre 2011
2. ↑  « L'arrière petit-fils de Frankenstein par Wilfrid du Pont de la Carpe », sur musique.com (consulté le 12 août 2020).
3. ↑  „70. Geburtstag: Frank Zander denkt noch nicht an Rente“, 4 février 2012
4. ↑  « Da da da par Frank Zander », sur musique.com (consulté le 12 août 2020).
5. ↑  Jens Bierschwale, « Fussball-Bundesliga: Frank Zander glaubt an Herthas Klassenerhalt », Die Welt,‎ 17 décembre 2009 (lire en ligne, consulté le 12 août 2020).
6. ↑  Verleihung des Verdienstordens

- (de) Cet article est partiellement ou en totalité issu de l’article de Wikipédia en allemand intitulé « Frank Zander » (voir la liste des auteurs).